# 南砺市園芸植物園 フローラルパーク
南砺市園芸植物園 フローラルパーク（なんとしえんげいしょくぶつえん フローラルパーク）は、富山県南砺市に所在する植物園である。指定管理者導入により、NPO法人なんと元気によって管理運営されている。1997年5月14日に当時の福野町によって『福野町園芸植物園 フローラルパーク』としてオープンした。

## 概要
「植物に関する文化情報の発信」をキーワードに、キク科植物を一堂に集めた展示温室と、スプレーギクや食用菊など花きの育成や研究を行うほ場および温室、野外の紅葉ゾーンやどんぐりゾーン、小鳥を呼ぶゾーンなど特色ある4つのゾーンで構成されている。愛称の『フローラルパーク』は、1996年4月30日までに選定されたもので、762点の応募から選定された。また、開業当時のシンボルマークはキクを図案化したもので、183点の応募の中から選定された。また、優秀賞の作品はマスコットに採用された。
本館は2階建て延床面積660.2m2の建物で、開業当時は1階に展示ホール、花と緑の相談コーナー、図書閲覧コーナー、キク科植物展示温室、事務室等、2階に研修室2室、大型液晶ビジョン、キク科植物展示デッキが備えられていた。
建築設計・監理は新建築設計事務所、建築主体工事は川田工業、造成設計は上智が担当。
毎年11月上旬には同地にて南砺市菊まつりが行われる。

## アクセス
- JR城端線福野駅から徒歩15分[6]
- E8北陸自動車道砺波インターチェンジから車で10分[6]